# レンブとゆりかご
『レンブとゆりかご』（英題：Kanna and Sachi）は、2021年の日本映画。
日本最南端の動物園沖縄こどもの国全面協力のもと製作された。2021年4月24日、シアタードーナツにて初上映。

## ストーリー
23歳の城間カンナは沖縄こどもの国の新人飼育員として働いている。動物との信頼関係がもっとも大事な仕事だが、担当している馬のミドリとはなかなか通じ合えない。
一方カンナの幼馴染である仲西幸は売店を担当しており、日々の退屈さに苛立ちと諦めが入り混じった感情を抱いていた。二人仕事が終わると行きつけの飲み屋に行っては、愚痴をこぼし合う毎日であった。
ある日カンナはちょっとした気の緩みでミドリを体調不良にさせてしまう。先輩飼育員から厳しい叱責を受け、落ち込むカンナ。幸もまた発注ミスで同じく落ち込み、将来に対する悩みを持ち始めていた。
なぜ自分たちはここを選んだのか。幼少期に経験した「こどもの国の思い出」に立ち返り、やがて二人の葛藤に答えが出る。

## キャスト
- 城間カンナ：MICHI
- 仲西幸：葉月ひとみ
- 大城尚徳：ゆっきー（キャン×キャン）
- ミドルキック純：宮島真一
- かまどおばぁ：福嶺初江
- マスター：Riki yamaneko

## スタッフ
- 監督・脚本：友利翼
- アソシエイトプロデューサー：堀家盛司
- 音楽：オモイトランス
- 撮影・編集：地村俊也
- 照明：仲村逸平
- 録音：横澤匡広
- 録音助手：佐藤祐美
- 助監督：大城賢吾
- 制作進行：眞栄城守人
- ヘアメイク：友寄みずの
- デザイン：濱崎千春
- 宣伝協力：ファンファーレ・ジャパン
- 機材協力：PROJECT９
- 衣装協力：センターサウンドストーリー
- ロケ協力：沖縄市KOZAフィルムオフィス、公益財団法人沖縄こどもの国
- 制作プロダクション：ムサシノキネマ商会

## 受賞・ノミネート
- 4Ｋ･VR徳島映画祭2021 一般部門ノミネート[2]
- 第５回 渋谷TANPEN映画祭CLIMAXat佐世保2021-22 佐世保市長賞[3]
  - 主演俳優賞（MICHI）[4]
- 第６回 岩槻映画祭 準グランプリ[5]